# Гимназия „Алгой“ (Кемптен)
Гимназията „Алгой“ (на немски: Allgäu-Gymnasium Kempten) е една от трите държавни гимназии в град Кемптен, провинция Бавария, Германия. Тя представлява научно-технологично и езиково средно училище. Основана е през 1833 г. Към учебната 2023/2024 г. в нея преподават 82 учители и се обучават 970 ученици. Към юни 2025 г. директор на училището е Клаудия Шарнецки.